# Люин, Луи-Жозеф-Шарль-Амабль д’Альбер де
Луи́-Жозе́ф-Шарль-Ама́бль д’Альбе́р де Люи́н (фр. Louis-Joseph-Charles-Amable d’Albert de Luynes; 4 ноября 1748, Париж — 20 мая 1807, там же) — французский политик времён Великой французской революции, Первой республики и Первой империи, депутат Учредительного собрания и член Охранительного сената.

## Биография

### Происхождение и семья
Происходил из старинной и влиятельной семьи флорентийского происхождения — Альберти, переселившейся во Францию во времена Карла VII. Один из Альберти, сменивших фамилию на Альбер, приобрёл имение Люин в Экс-ан-Провансе, и его потомки носили это имя. По одной из версий это был Тома (умер в 1455 году), по другой — Леон д’Альбер (погиб в 1545 год). Перед революцией семья д’Альбер владела тремя пэрскими герцогствами: Люин, Шеврёз и Шольн. Из семьи д’Альбер происходили коннетабль, два маршала Франции, кардинал и несколько генералов.
Луи-Жозеф-Шарль-Амабль был четвёртым сыном Мари-Шарля-Луи д’Альбера де Люина, герцога Шеврёза, военачальника Людовика XV во время Семилетней войны, и Анриетт-Николь д’Эгмон-Пиньятелли.
Был женат на Гайонн-Элизабетт-Жозефин де Монморанси-Лаваль — фрейлине Марии-Антуанетты, написавшей и издавшей несколько книг воспоминаний и принимавшей участие в подготовке Праздника Федерации 14 июля 1790 года. У супругов был один сын: Шарль-Мари-Поль-Андре д’Альбер де Люин — будущий пэр Франции во время Реставрации.

### Великая французская революция и Первая республика
Луи-Жозеф-Шарль-Амабль д’Альбер де Люин сделал блестящую карьеру: к 33 годам он был уже лагерным маршалом, пэром Франции, с 1783 по 1790 — генерал-полковником драгун. Во время революции он возглавил провинциальные штаты Турени.
28 марта 1789 года был избран депутатом от знати в Генеральные штаты, где присоединился к депутатам от третьего сословия и голосовал солидарно с ними. Был сторонником конституционной монархии и членом масонской ложи La Candeur, входившей в состав Великого востока Франции. 24 октября выступил в защиту офицера швейцарских гвардейцев Пьера Виктора де Безенваля, арестованного во время взятия Бастилии 14 июля того же года — после вмешательства д’Альбера де Люина дело было передано Учредительным собранием в Шатле, и Безенваль в итоге был оправдан. 22 июня 1791 года одним из первых принёс присягу Учредительному собранию.
После прекращения деятельности Учредительного собрания 30 сентября 1791 года, в отличие от многих представителей знати, де Люин не эмигрировал, но удалился в 1792 году в Дампьер, где уединённо жил на протяжении нескольких лет, сменив фамилию на более демократичную «гражданин Альбер-Люин». 24 плювиоза IV года Республики (13 февраля 1796 года) в Комитет по отчуждению Национального конвента поступил анонимный донос, согласно которому Люин якобы хранил у себя ценности, конфискованные у маршала д’Анкра и его супруги и незаконно переданные Людовиком XIII Шарлю д’Альберу де Люину — «самому бесстыжему фавориту наших бывших тиранов». Был оправдан, так как в его поддержку выступили многие местные жители.

### После переворота 18 брюмера
После переворота 18 брюмера (9 ноября 1799 года) вернулся к активной политической деятельности. Как ярый бонапартист, 29 вантоза VIII года  (20 марта 1800) был назначен генеральным советником департамента Сена, 4 фримера IX года (25 ноября 1800) — мэром IX округа Парижа, 14 фрюктидора XI года (1 сентября 1803) призван в состав Охранительного сената.
С 9 вандемьера XII года (2 октября 1803) — кавалер, а с 25 прериаля того же года (14 июня 1804) — командор ордена Почётного легиона.

### Смерть и посмертная судьба
Скончался в Париже 20 мая 1807 года. Через три дня гроб с его телом был помещён в парижский Пантеон. 28 августа 1862 года по просьбе родственников гроб был извлечён из Пантеона и перезахоронен в семейном склепе в Дампьере.